# August Diehl

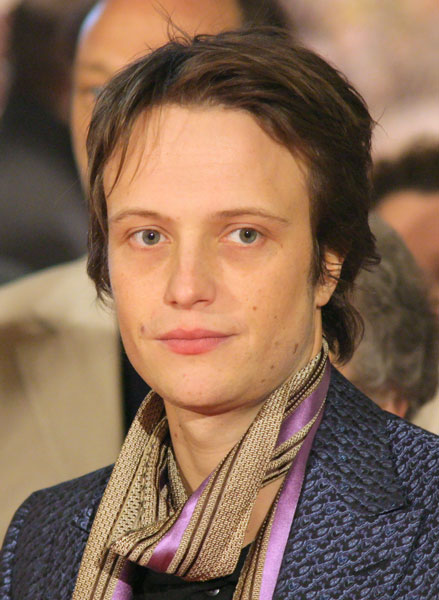
August Diehl 2007.

August Diehl, född 4 januari 1976 i Berlin, är en tysk skådespelare. Han är kanske mest känd för sina roller som Sturmbannführer Dieter Hellstrom i Inglourious Basterds (2009) och Michael Krause i Salt (2010).

## Filmografi i urval
- 1998 – 23
- 2004 – Was nützt die Liebe in Gedanken
- 2007 – Falskmyntarna
- 2009 – Inglourious Basterds
- 2010 – Salt
- 2011 – Motståndets tid
- 2013 – Night Train to Lisbon
- 2016 – Allied
- 2019 – A Hidden Life
- 2021 – Plan A